# Ноглики
Ноглики (рос. Ноглики) — смт у Ноглицькому міському окрузі Сахалінської області Російської Федерації.
Населення становить 10 151 особа (2019).

## Історія
Від 1930 року належить до Ноглицького міського округу Сахалінської області.

## Населення
| 1939    | 1959    | 1970    | 1979    | 1989    | 2002    | 2009    |
| ------- | ------- | ------- | ------- | ------- | ------- | ------- |
| 1237    | ↗2197   | ↗5213   | ↗7130   | ↗11 546 | ↘10 729 | ↗10 768 |
| 2010    | 2011    | 2012    | 2013    | 2014    | 2015    | 2016    |
| ↘10 231 | ↗10 233 | ↘10 204 | ↘10 109 | ↗10 127 | ↘9971   | ↘9915   |
| 2017    | 2018    | 2019    |         |         |         |         |
| ↗10 005 | ↗10 090 | ↗10 151 |         |         |         |         |